# Geek Squad
Pour les articles homonymes, voir Geek (homonymie).

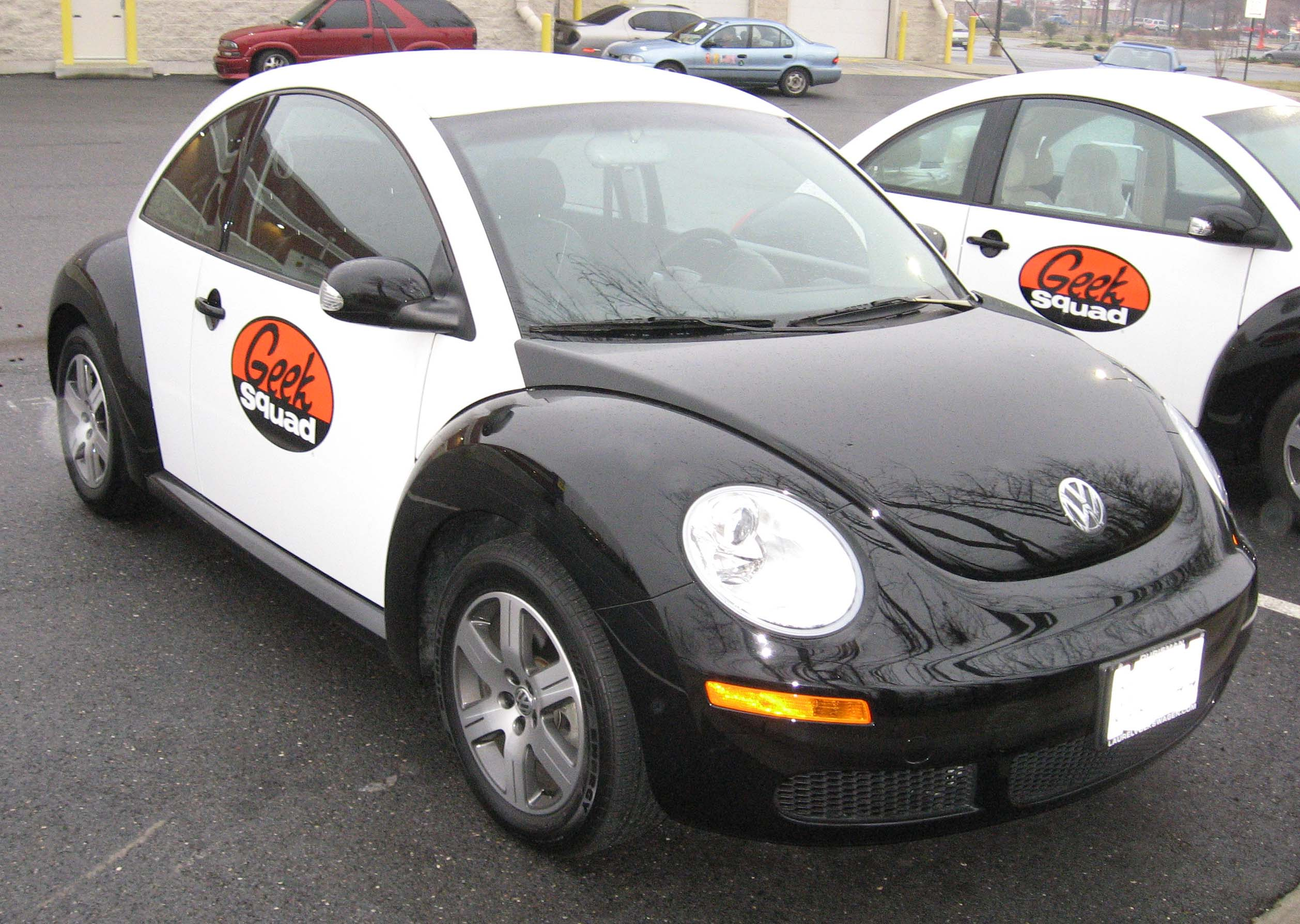

La Geek Squad est une société d'assistance informatique à domicile créée en 1994 par Robert Stephens rachetée par Best Buy en 2002. Elle compte environ 24000 employés (2010) et est établie sur plus de 700 sites (2007) aux États-Unis. La geeksquad ou « l'escouade des geeks » en français se considère comme une « unité spéciale d'intervention » informatique. Elle a été fondée en 1994 à Minneapolis, Minnesota.
La marque Geek Squad est présente en France depuis février 2011 au sein de la chaîne de distribution The Phone House.
Souhaitant « devenir le leader du monde des services informatiques », Geek Squad pratique la vente de ses interventions au forfait, alors que la plupart des sociétés de service facturent à l'heure.